# Họ Bìm bìm
Họ Bìm bìm hay họ Khoai lang hoặc họ Rau muống (danh pháp khoa học: Convolvulaceae), là một nhóm của 55-60 chi và khoảng 1.625-1.650 loài, chủ yếu là cây thân thảo dạng dây leo, nhưng cũng có một số loài ở dạng cây gỗ hay cây bụi, phân bố rộng khắp thế giới. Đa phần có các tuyến nhựa mủ. Các chi đa dạng nhất về loài là Ipomoea (khoảng 500 loài, cận ngành), Cuscuta (khoảng 145 loài), Convolvulus (khoảng 100 loài), Argyreia (khoảng 90 loài), Jacquemontia (khoảng 90 loài), Erycibe (khoảng 75 loài), Merremia (khoảng 70 loài).

## Miêu tả
Các loài trong họ này có thể dễ dàng nhận biết nhờ tràng hoa đối xứng xuyên tâm hình phễu; công thức hoa cho họ này là 5 lá đài, 5 cánh hoa hợp, 5 nhị hoa trên tràng (các nhị hợp với các cánh hoa), bầu nhụy thượng, dạng quả tụ. Hoa lưỡng tính hay đơn tính khác gốc. Thân của chúng thường quấn lại, vì thế mà có tên khoa học là Convolvulaceae (convolvere nghĩa là quấn/cuốn lại). Các lá đơn mọc so le, không có lá kèm. Quả là dạng quả nang, quả mọng hay quả kiên, tất cả chỉ chứa 2 hạt trên mỗi ngăn (một noãn/bầu).
Các lá và rễ củ nhiều tinh bột của một số loài được sử dụng như là một dạng lương thực hay rau (chẳng hạn khoai lang và rau muống), hạt của chúng được khai thác để dùng làm thuốc nhuận tràng trong y học. Một vài loài, chẳng hạn như ololiuhqui (Rivea corymbosa), chứa các ancaloit ergolin, chất có lẽ chịu trách nhiệm cho việc sử dụng các loài cây này như là một thành phần trong các loại ma túy gây ảo giác phiêu diêu. Sự hiện diện của các ergolin trong họ này dường như là do bị nhiễm nấm có liên quan tới nấm cựa thuộc chi Claviceps. Nghiên cứu gần đây về loài bìm bìm Ipomoea asarifolia và các dạng nấm gắn liền với nó chỉ ra sự hiện diện của nấm, được nhận dạng bằng lấy trình tự DNA 18s và ITS DNA ribosom và phân tích phát sinh loài, có quan hệ họ hàng gần gũi với nấm trong họ Clavicipitaceae; luôn luôn gắn liền với sự hiện diện của các ancaloit ergolin trong các loài thực vật này. Loài nấm đã được nhận dạng này dường như là ký sinh bắt buộc chuyển tải hạt, phát triển biểu sinh trên cây chủ. Phát hiện này gợi ý mạnh mẽ rằng sự hiện diện duy nhất của các ancaloit ergolin ở một vài loài trong họ Convolvulaceae là do quan hệ cộng sinh với nấm họ Clavicipitaceae.
Phần lớn các loài trong họ này có hoa sặc sỡ và bị coi là cỏ dại khó diệt.

## Các phân họ và tông
APG II chia họ này thành 2 phân họ là Humbertioideae (1 loài là Humbertia madagascariensis ở Madagascar) và Convolvuloideae.
Theo nghiên cứu của D.F. Austin thì họ Convolvulaceae có thể được phân loại thành các tông sau:
- Ericybeae (đôi khi được phân loại thành họ riêng, gọi là Erycibaceae).
- Cresseae
- Convolvuleae
- Merremioids
- Ipomoeae
- Argyreiae
- Poraneae (đôi khi được phân loại thành họ riêng, gọi là Poranaceae).
- Dichondreae (đôi khi được phân loại thành họ riêng, gọi là Dichondraceae).
- Cuscuteae (đôi khi được phân loại thành họ riêng, gọi là Cuscutaceae).

## Các chi
- Aniseia
- Argyreia (bao gồm cả Cryptanthela, Lettsomia, Moorcroftia)
- Astripomoea (bao gồm cả Astrochlaena)
- Blinkworthia
- Bonamia (bao gồm cả Breueria, Breueriopsis, Breuieropsis, Breweria, Perispermum, Trichantha)
- Calycobolus (bao gồm cả Baillandea, Prevostea)
- Calystegia (bao gồm cả Volvulus)
- Cardiochlamys
- Cladistigma
- Convolvulus (bao gồm cả Strophocaulos)
- Cordisepalum
- Cressa (bao gồm cả Carpentia)
- Cuscuta (bao gồm cả Grammica)
- Decalobanthus
- Dichondra (bao gồm cả Dichondropsis)
- Dicranostyles (bao gồm cả Kuhlmanniella)
- Dinetus
- Dipteropeltis
- Ericybe (bao gồm cả Fissipetalum)
- Evolvulus (bao gồm cả Volvulopsis)
- Falckia
- Hewittia (bao gồm cả Eremosperma, Shuteria)
- Hildebrandtia (bao gồm cả Dactylostigma, Pterochlamys)
- Humbertia , đôi khi tách ra thành họ Humbertiaceae.
- Hyalocystis
- Ipomoea (bao gồm cả Acmostemon, Batatas, Bonanox, Calonyction, Calycantherum, Diatremis, Dimerodisus, Exogonium, Mina, Parasitipomoea, Pharbitis, Quamoclit)
- Iseia
- Itzaea
- Jacquemontia (bao gồm cả Montejacquia, Thyella)
- Lepistemon (bao gồm cả Lepidostemon, Nemodon)
- Lepistemonopsis
- Lysiostyles
- Maripa (bao gồm cả Mouroucoa)
- Merremia (bao gồm cả Astromerremia, Skinneria, Spiranthera)
- Metaporana
- Nephrophyllum (bao gồm cả Hygrocharis)
- Neuropeltis (bao gồm cả Sinomerrillia)
- Neuropeltopsis
- Odonellia
- Operculina
- Paralepistemon
- Pentacrostigma
- Petrogenia
- Polymeria
- Porana (bao gồm cả Dinetopsis, Poranopsis, Tridynamia)
- Rapona
- Rivea
- Sabaudiella
- Saccia
- Seddera (bao gồm cả Sedderopsis)
- Stictocardia
- Stylisma
- Tetralocularia
- Turbina (bao gồm cả Legendrea)
- Wilsonia
- Xenostegia